# قهرمانی جودو آسیا ۲۰۰۸
جودو قهرمانی آسیا ۲۰۰۸ بیستمین دوره از رقابت‌های قهرمانی آسیا می‌باشد که از ۲۶ تا ۲۷ آوریل ۲۰۰۸ در ججو، کره جنوبی برگزار گردید.

## خلاصه مدال‌ها

### مردان
| رویداد                | طلا                        | نقره                               | برنز                              |
| خیلی سبک‌وزن ۶۰− ک‌گ    | هیرواکی هیراوکا · ژاپن     | مسعود حاجی آخوندزاده · ایران       | Salamat Utarbayev · قزاقستان      |
| خیلی سبک‌وزن ۶۰− ک‌گ    | هیرواکی هیراوکا · ژاپن     | مسعود حاجی آخوندزاده · ایران       | Kim Kyong-jin · کرهٔ شمالی         |
| نیمه سبک‌وزن ۶۶− ک‌گ    | آرش میراسماعیلی · ایران    | خاشباتارین تساگانباتار · مغولستان  | Kim Joo-jin · کرهٔ جنوبی           |
| نیمه سبک‌وزن ۶۶− ک‌گ    | آرش میراسماعیلی · ایران    | خاشباتارین تساگانباتار · مغولستان  | Mirali Sharipov · ازبکستان        |
| سبک‌وزن ۷۳− ک‌گ         | علی معلومات · ایران        | Rinat Ibragimov · قزاقستان         | Masahiko Otsuka · ژاپن            |
| سبک‌وزن ۷۳− ک‌گ         | علی معلومات · ایران        | Rinat Ibragimov · قزاقستان         | Gantömöriin Dashdavaa · مغولستان  |
| نیمه میان‌وزن ۸۱− ک‌گ   | کیم جائه-بوم · کرهٔ جنوبی   | حامد ملک‌محمدی معمار · ایران        | Erdenebilegiin Enkhbat · مغولستان |
| نیمه میان‌وزن ۸۱− ک‌گ   | کیم جائه-بوم · کرهٔ جنوبی   | حامد ملک‌محمدی معمار · ایران        | Takashi Ono · ژاپن                |
| میان‌وزن ۹۰− ک‌گ        | هیروشی ایزومی · ژاپن       | Khurshid Nabiev · ازبکستان         | Choi Sun-ho · کرهٔ جنوبی           |
| میان‌وزن ۹۰− ک‌گ        | هیروشی ایزومی · ژاپن       | Khurshid Nabiev · ازبکستان         | حسین قمی · ایران                  |
| نیمه سنگین‌وزن ۱۰۰− ک‌گ | آسخات ژیتکیف · قزاقستان    | جانگ سونگ-هو (جودوکار) · کرهٔ جنوبی | نایدانگین توشینبایار · مغولستان   |
| نیمه سنگین‌وزن ۱۰۰− ک‌گ | آسخات ژیتکیف · قزاقستان    | جانگ سونگ-هو (جودوکار) · کرهٔ جنوبی | Utkir Kurbanov · ازبکستان         |
| سنگین‌وزن ۱۰۰+ ک‌گ      | عبدالله تانگریف · ازبکستان | محمدرضا رودکی · ایران              | Kim Sung-bum · کرهٔ جنوبی          |
| سنگین‌وزن ۱۰۰+ ک‌گ      | عبدالله تانگریف · ازبکستان | محمدرضا رودکی · ایران              | Shinya Katabuchi · ژاپن           |
| وزن آزاد              | Kim Sung-min · کرهٔ جنوبی   | محمود میران · ایران                | Hiroki Tachiyama · ژاپن           |
| وزن آزاد              | Kim Sung-min · کرهٔ جنوبی   | محمود میران · ایران                | Rudy Hachache · لبنان             |

### زنان
| رویداد               | طلا                       | نقره                             | برنز                               |
| خیلی سبک‌وزن ۴۸− ک‌گ   | Emi Yamagishi · ژاپن      | Pak Ok-song · کرهٔ شمالی          | Xiao Jun · چین                     |
| خیلی سبک‌وزن ۴۸− ک‌گ   | Emi Yamagishi · ژاپن      | Pak Ok-song · کرهٔ شمالی          | Chung Jung-yeon · کرهٔ جنوبی        |
| نیمه سبک‌وزن ۵۲− ک‌گ   | Pak Myong-hui · کرهٔ شمالی | Mönkhbaataryn Bundmaa · مغولستان | Sholpan Kaliyeva · قزاقستان        |
| نیمه سبک‌وزن ۵۲− ک‌گ   | Pak Myong-hui · کرهٔ شمالی | Mönkhbaataryn Bundmaa · مغولستان | Shih Pei-chun · تایوان             |
| سبک‌وزن ۵۷− ک‌گ        | کائوری ماتسوموتو · ژاپن   | Kang Sin-young · کرهٔ جنوبی       | Khishigbatyn Erdenet-Od · مغولستان |
| سبک‌وزن ۵۷− ک‌گ        | کائوری ماتسوموتو · ژاپن   | Kang Sin-young · کرهٔ جنوبی       | Choe Kyong-sil · کرهٔ شمالی         |
| نیمه میان‌وزن ۶۳− ک‌گ  | Rina Kozawa · ژاپن        | Kong Ja-young · کرهٔ جنوبی        | وون اوک-ایم · کرهٔ شمالی            |
| نیمه میان‌وزن ۶۳− ک‌گ  | Rina Kozawa · ژاپن        | Kong Ja-young · کرهٔ جنوبی        | Tümen-Odyn Battögs · مغولستان      |
| میان‌وزن ۷۰− ک‌گ       | ماسائه اوئنو · ژاپن       | Park Ka-yeon · کرهٔ جنوبی         | Zhanar Zhanzunova · قزاقستان       |
| میان‌وزن ۷۰− ک‌گ       | ماسائه اوئنو · ژاپن       | Park Ka-yeon · کرهٔ جنوبی         | Wang Haixia · چین                  |
| نیمه سنگین‌وزن ۷۸− ک‌گ | Pan Yuqing · چین          | جونگ گیونگ-می · کرهٔ جنوبی        | Sayaka Anai · ژاپن                 |
| نیمه سنگین‌وزن ۷۸− ک‌گ | Pan Yuqing · چین          | جونگ گیونگ-می · کرهٔ جنوبی        | Pürevjargalyn Lkhamdegd · مغولستان |
| سنگین‌وزن ۷۸+ ک‌گ      | Mai Tateyama · ژاپن       | Mariya Shekerova · ازبکستان      | Gulzhan Issanova · قزاقستان        |
| سنگین‌وزن ۷۸+ ک‌گ      | Mai Tateyama · ژاپن       | Mariya Shekerova · ازبکستان      | Dorjgotovyn Tserenkhand · مغولستان |
| وزن آزاد             | میکا سوگیموتو · ژاپن      | Jo Hye-jin · کرهٔ جنوبی           | Mariya Shekerova · ازبکستان        |
| وزن آزاد             | میکا سوگیموتو · ژاپن      | Jo Hye-jin · کرهٔ جنوبی           | Dorjgotovyn Tserenkhand · مغولستان |

## جدول مدال‌ها
| رتبه            | کشور            | طلا | نقره | برنز | مجموع |
| --------------- | --------------- | --- | ---- | ---- | ----- |
| ۱               | ژاپن            | ۸   | ۰    | ۵    | ۱۳    |
| ۲               | کرهٔ جنوبی       | ۲   | ۶    | ۴    | ۱۲    |
| ۳               | ایران           | ۲   | ۴    | ۱    | ۷     |
| ۴               | ازبکستان        | ۱   | ۲    | ۳    | ۶     |
| ۵               | قزاقستان        | ۱   | ۱    | ۴    | ۶     |
| ۶               | کرهٔ شمالی       | ۱   | ۱    | ۳    | ۵     |
| ۷               | چین             | ۱   | ۰    | ۲    | ۳     |
| ۸               | مغولستان        | ۰   | ۲    | ۸    | ۱۰    |
| ۹               | تایوان          | ۰   | ۰    | ۱    | ۱     |
| ۹               | لبنان           | ۰   | ۰    | ۱    | ۱     |
| مجموع (۱۰ کشور) | مجموع (۱۰ کشور) | ۱۶  | ۱۶   | ۳۲   | ۶۴    |